# Tetsuya Harada
Tetsuya Harada (原田哲也 Harada Tetsuya?) (Chiba, 14 de junio de 1970) es un expiloto de motociclismo de velocidad, Fue campeón del mundo en la categoría de 250cc en 1993.

## Primeros años
Nacido en Chiba, Japón, Harada ganó el campeonato japonés Junior de 125cc en 1988, y fue subcampeón de Tadayuki Okada en el All-Japan Series de 250cc tanto en 1990 como en 1991, antes de obtener la corona en 1992. En los tres años compitió en la carrera japonesa del Campeonato Mundial de 250cc, dos veces comenzando en la primera fila y puntuando dos veces. Su actuación le valió un patrocinio para la temporada del 1993.

## Trayectoria en 250cc
Montando una Yamaha TZ250, ganó cuatro carreras incluyendo la de casa y ganó el Campeonato del Mundo de 250 cc de 1993 en su primer intento derrotando a Loris Capirossi. Una lesión en la muñeca afectó su rendimiento en la temporada de 1994, terminando séptimo en general con un solo podio final. En 1995 Harada fue el principal rival del italiano Max Biaggi por el título 250. Finalmente, ganó una carrera y finalizó 2.º ocho veces. En 1996 su moto no obtuvo el rendimiento esperado y solo pudo conseguir cuatro podios en toda la temporada. Estaba a punto de retirarse cuando Aprilia le ofreció una moto para la temporada 1997. Aunque sus 235 puntos fueron lo máximo que anotó en una temporada, terminó la temporada en el tercer lugar detrás de Biaggi y Ralf Waldmann.
En 1998 Harada luchó contra su compañero de Aprilia Capirossi para el campeonato, líder durante la mayor parte de la temporada, hasta que los dos pilotos se vieron involucrados en un incidente controvertido en la última carrera del año en Argentina. Harada tenía el campeonato mundial a la vista, llevando la carrera a la última curva de la última vuelta cuando la máquina de Capirossi embestía la de Harada, lo que hizo que el piloto japonés abandonara la pista. Valentino Rossi se llevó la victoria, mientras que Capirossi obtuvo el segundo lugar y el campeonato mundial. Harada terminaría la temporada en tercer lugar detrás de Capirossi y Rossi.

## Trayectoria en 500cc
En 1999 Harada ascendió a la categoría de 500cc para competir con la moto V-Twin de 380cc de Aprilia. Obtuvo cinco buenos resultados en las primeras 10 carreras, incluidos los resultados del podio en Paul Ricard y Donington Park. Sin embargo, el rendimiento de la moto se desvaneció y no pudo mejorar sus resultados. En 2000 fue menos competitivo, llegando 16.º en la general. En 2001 hizo otro intento de obtener un segundo campeonato mundial de 250cc, teniendo 8 poles y tres victorias: el título, sin embargo, fue para su compañero japonés Daijiro Kato. En 2002, entró en MotoGP a bordo de una Honda de dos tiempos, pero esto suposo el final de su carrera como profesional, acabando en el 17.º en la clasificación general.

## Resultados en el Campeonato del Mundo
Sistema de puntuación de 1993 hasta 2022:
| Posición | 1.º | 2.º | 3.º | 4.º | 5.º | 6.º | 7.º | 8.º | 9.º | 10.º | 11.º | 12.º | 13.º | 14.º | 15.º |
| Puntos   | 25  | 20  | 16  | 13  | 11  | 10  | 9   | 8   | 7   | 6    | 5    | 4    | 3    | 2    | 1    |

### Carreras por año
| Año  | Cat.   | Equipo                | Moto   | 1       | 2      | 3       | 4       | 5      | 6       | 7       | 8       | 9       | 10      | 11      | 12      | 13      | 14      | 15     | 16     | Pos. | Pts. |
| ---- | ------ | --------------------- | ------ | ------- | ------ | ------- | ------- | ------ | ------- | ------- | ------- | ------- | ------- | ------- | ------- | ------- | ------- | ------ | ------ | ---- | ---- |
| 1990 | 250cc  | Yamaha                | TZ250  | JAP 7   | USA    | ESP     | NAC     | ALE    | AUT     | YUG     | NED     | BEL     | FRA     | GBR     | SUE     | CZE     | HUN     | AUS    |        | 27.º | 9    |
| 1991 | 250cc  | Nescafé Can RT Yamaha | TZ250  | JAP 6   | AUS -  | USA -   | ESP -   | ITA -  | ALE -   | AUT -   | EUR -   | NED -   | FRA -   | GBR -   | RSM -   | CHE -   | LMA -   | MAL -  |        | 24.º | 10   |
| 1992 | 250cc  | Nescafé Can RT Yamaha | TZ250  | JAP Ret | AUS -  | MAL -   | ESP -   | ITA -  | EUR -   | ALE -   | NED -   | HUN -   | FRA -   | GBR -   | BRA -   | RSA -   |         |        |        | -    | 0    |
| 1993 | 250cc  | Telcor Yamaha Valesi  | TZ250  | AUS 1   | MAL 2  | JAP 1   | ESP 1   | AUT 6  | ALE 6   | NED 2   | EUR Ret | RSM 3   | GBR DNF | CHE 6   | ITA Ret | USA 5   | FIM 1   |        |        | 1.º  | 197  |
| 1994 | 250cc  | Yamaha of France      | TZ250  | AUS -   | MAL -  | JAP 9   | ESP 7   | AUT NC | ALE 7   | NED Ret | ITA 2   | FRA 8   | GBR 4   | CZE Ret | USA 3   | ARG 3   | EUR 5   |        |        | 7.º  | 107  |
| 1995 | 250cc  | Marlboro Yamaha       | TZ250  | AUS 2   | MAL 2  | JAP 4   | ESP 1   | ALE 2  | ITA 2   | NED DNS | FRA 5   | GBR 2   | CZE 2   | RIO 5   | ARG 2   | EUR 2   |         |        |        | 2.º  | 220  |
| 1996 | 250cc  | Marlboro Yamaha       | TZ250  | MAL 2   | INA 1  | JPN Ret | ESP 2   | ITA 6  | FRA 3   | NED 10  | GER Ret | GBR DNS | AUT NC  | CZE 9   | IMO Ret | CAT -   | BRA -   | AUS -  |        | 8.º  | 104  |
| 1997 | 250cc  | Aprilia               | RS250  | MAL 2   | JPN 3  | ESP 2   | ITA Ret | AUT 18 | FRA 1   | NED 1   | IMO 5   | GER 1   | BRA 2   | GBR 2   | CZE 3   | CAT 4   | INA 4   | AUS 5  |        | 3.º  | 235  |
| 1998 | 250cc  | Aprilia               | RS250  | JPN 4   | MAL 1  | ESP Ret | ITA 3   | FRA 1  | MAD 1   | NED Ret | GBR 2   | GER 1   | CZE 1   | IMO 10  | CAT 2   | AUS Ret | ARG Ret |        |        | 3.º  | 200  |
| 1999 | 500cc  | Aprilia               | RSW500 | MAL 9   | JPN 16 | ESP 13  | FRA 3   | ITA 4  | CAT 4   | NED 12  | GBR 10  | GER 13  | CZE 15  | IMO 13  | VAL Ret | AUS 11  | RSA Ret | BRA 4  | ARG 5  | 12.º | 66   |
| 2000 | 500cc  | Aprilia               | RSW500 | RSA Ret | MAL 12 | JAP Ret | ESP 11  | FRA 10 | ITA Ret | CAT 9   | NED 12  | GBR NC  | ALE NC  | CZE 14  | POR 14  | VAL Ret | RIO 13  | PAC 13 | AUS 13 | 16.º | 38   |
| 2001 | 250cc  | Aprilia               | RS250  | JPN 2   | RSA 3  | SPA 2   | FRA 2   | ITA 1  | CAT 2   | NED 24  | GBR 18  | GER 14  | CZE 1   | POR 3   | VAL 2   | PAC 1   | AUS 2   | MAL 2  | BRA 6  | 2.º  | 273  |
| 2002 | MotoGP | Pramac-Honda          | NSR500 | JPN 11  | RSA 12 | SPA 10  | FRA Ret | ITA 10 | CAT 13  | NED 13  | GBR 11  | GER Ret | CZE 15  | POR 10  | BRA 13  | PAC 15  | MAL Ret | AUS 14 | VAL 14 | 17.º | 47   |

| Color     | Resultado                                                               |
| --------- | ----------------------------------------------------------------------- |
| Oro       | Ganador                                                                 |
| Plata     | 2.ª plaza                                                               |
| Bronce    | 3.ª plaza                                                               |
| Verde     | Finalizó en los puntos                                                  |
| Azul      | Finalizó sin puntos                                                     |
| Azul      | NC - No clasificado                                                     |
| Violeta   | Ret - No terminó (Carrera)                                              |
| Rojo      | DNQ - No se clasificó                                                   |
| Negro     | DSQ - Descalificado                                                     |
| Blanco    | DNS - No empezó (carrera)                                               |
| Blanco    | WD - Retirado (fin de semana)                                           |
| Blanco    | C - Carrera cancelada                                                   |
| Sin color | DNP - Inscrito pero no participó                                        |
| Sin color | INJ - Lesionado                                                         |
| Sin color | EX - Excluido                                                           |
| Estado    | Resultado                                                               |
| Negrita   | Pole position                                                           |
| Cursiva   | Vuelta rápida                                                           |
| †         | Abandona, pero clasifica al completar el porcentaje requerido para ello |